# Die Nacht des Inferno
Die Nacht des Inferno (Originaltitel: Dante’s Inferno) ist ein US-amerikanischer Horror-Stummfilm aus dem Jahr 1924 von Henry Otto. Das Drehbuch basiert auf einer Geschichte von Cyrus Wood, die ihrerseits von Dante Alighieris  epischem Gedicht Inferno, einem Teil der Göttlichen Komödie, inspiriert wurde.

## Handlung
Die Taktiken des bösartigen und gierigen Geschäftsmanns Mortimer Judd bringen einen verzweifelten Mann namens Eugene Craig, den er in den Bankrott getrieben hat, schließlich an den Rand des Selbstmordes. Judd lehnt immer wieder Bitten um Wohltätigkeit ab und behandelt seine bettlägerige Frau schlecht. Dann erhält er per Post ein Exemplar von Dantes Inferno und liest es.
In diesem Gedicht erhebt ein schwebender Engel sein Schwert und teilt eine Legion von Dämonen, um Dante passieren zu lassen. Nackte Sünder verbrennen in kochendem Teer und Selbstmörder werden in einem Wald in der Hölle in lebende Bäume verwandelt. Judd gerät in einen furchterregenden Traum, in dem er wegen Mordes angeklagt, hingerichtet und anschließend von Dämonen in die Hölle gebracht wird, wo er den Rest der Ewigkeit verbringen soll. Der Albtraum lehrt ihn Demut und die Bedeutung der Wohltätigkeit gegenüber denen, die weniger Glück haben als er selbst. Er bekommt die Chance, sich zu rehabilitieren, indem er Eugene Craig vom Selbstmord abhält.

## Hintergrund
Am 23. Februar 1924 wurde berichtet, dass der Präsident der Fox Film Corporation, William Fox, beschlossen hatte, eine Adaption des Gedichts Inferno aus dem 14. Jahrhundert von Dante Alighieri zu produzieren. Das Projekt war die erste amerikanische Verfilmung von Dantes Werk, das in Italien und England bereits mehrere Male adaptiert worden war. Regieassistent war der spätere mehrfache Oscar-Gewinner Gordon Hollingshead. Ab dem 7. September 1924 wurde der Film in den US-Kinos gezeigt.
1935 produzierte 20th Century Fox mit Das Schiff des Satans eine weitere Adaption von Dantes Werk. Hier fand eine Traumsequenz aus dem ersten Film, die mit Toneffekten versehen wurde, erneut Verwendung.
Die Nacht des Inferno wurde von Martin Scorseses The Film Foundation mit Unterstützung des Museum of Modern Art restauriert.

## Kritiken
Robert E. Sherwood schrieb im Magazin Life, das Werk, wie es auf der Leinwand zu sehen sei, sei ein wirkungsvoller Film. Es sei wahrscheinlich genau das, was Dante sich vorgestellt hätte, wenn er nach Hollywood statt in die Hölle gegangen wäre.
Iris Barry vermerkte in der britischen Zeitschrift The Spectator, man könne nur Verständnis für den plumpen, wenn auch aufrichtigen Wunsch des US-Produzenten haben, den Kinos etwas Würdevolleres zu bieten als ihre übliche Kost. Man müsse aber zugeben, dass er versagt habe. Offenbar sei viel Geld ausgegeben worden, um mit viel Material eine Hölle zu erschaffen und sie mit nackten Männern und Frauen zu bevölkern. Diese posierten in einer Reihe sanft animierter Tableau vivants, die beeindruckend sein sollten. Trotz ihrer Fülle gelinge es ihnen jedoch nur zweimal, dem Auge auch nur einen Moment Freude zu bereiten. Um Dante glaubwürdig zu machen, fungierten diese bemitleidenswerten Einblicke in die Hölle als moralische Lehre, die in eine der ungeschicktesten Geschichten eingebettet seien, die je erdacht wurden.